# Henri de Bessé de la Chapelle
 (août 2024).
Si vous disposez d'ouvrages ou d'articles de référence ou si vous connaissez des sites web de qualité traitant du thème abordé ici, merci de compléter l'article en donnant les références utiles à sa vérifiabilité et en les liant à la section « Notes et références ».
Pour les articles homonymes, voir Bessé (homonymie) et Chapelle (homonymie).
Henri de Bessé ou Besset, seigneur de La Chapelle-Milon, ou Henri de La Chapelle-Bessé, est un inspecteur des beaux-arts et contrôleur des bâtiments du roi, membre de l'Académie royale des inscriptions et des médailles et de l'Académie royale des sciences, né vers 1625, et mort le 8 mars 1694.

## Biographie
Henri de Bessé de la Chapelle est le fils de François de Besset (mort en 1634), seigneur de Milon et de La Chapelle-Milon, et de Marie Symon (décédée le 8 avril 1672 à 72 ans), fille de Martin Symon, bailli de Chevreuse, et de Marie Lebon. François de Besset avait servi dans une compagnie de Claude de Lorraine, duc de Chevreuse et en avait reçu la charge de gouverneur du château de Chevreuse. Le mariage de François de Besset avec Marie Symon a été célébré le 22 octobre 1616 à Saint-Jean-en-Grève. De cette union sont nés cinq fils, dont Claude de Besset, né à Chevreuse le 23 octobre 1618, chanoine à Soissons et curé de Draveil, Michel de Besset, secrétaire de Marie de Lorraine, duchesse de Guise et une fille.
On ignore les détails de son enfance. On le retrouve en 1655 habitant en la cour du Palais, chez Guillaume de Lamoignon où il a demeuré plusieurs années. Il y a probablement occupé les fonctions de secrétaire et d'intendant, et y a vécu comme familier, goûté du maître de maison et de ses amis. Il cultivait les lettres et faisait des rimes. Il prenait part aux réunions de l'Académie Lamoignon qui se réunissait chaque lundi de cinq à sept heures chez le Premier président du Parlement de Paris et discutait librement de littérature, de philosophie, de morale et de théologie. Henri de Besset a permis d'établir la réputation du second fils du Premier président, Nicolas de Lamoignon de Basville, en faisant connaître, en 1668, à Valentin Conrart son plaidoyer dans un procès opposant le sculpteur Gérard van Opstal à Madame Duchemin.
Par contrat passé le 4 novembre 1668, il a épousé Charlotte Dongois (née en 1638, décédée le 9 octobre 1719), veuve de l'avocat Nicolas Gaultelier, fille de Jean Dongois, greffier en la Chambre de l'édit, et d'Anne Boileau, sœur du poète Nicolas Boileau. Le contrat indique qu'il réside « chez M. le Premier président, en l'enclos du Palais ».
Il est entré assez tôt dans l'orbite de la famille de La Rochefoucauld. Il a écrit un Discours sur les réflexions ou sentences morales qui a été inséré dans la première édition des Maximes de François de La Rochefoucauld, en 1665. Il a publié en 1673 Relation des campagnes de Rocroi et de Fribourg en l'année 1643 et 1644. 
Il a quitté à une date inconnue la famille de Lamoignon pour devenir « intendant des maisons et affaires » de François VIII de La Rochefoucauld, comte de La Rocheguyon, petit-fils de l'auteur des Maximes, mort en 1680, qui a dû être à l'origine de cette nomination. En 1679, le comte de La Roche-Guyon a épousé Madeleine-Charlotte Le Tellier, fille de Louvois. Il a été alors nommé procureur de La Roche-Guyon qui devient duc de La Roche-Guyon à son mariage, et a probablement connu Louvois à cette occasion.
Après la mort de Jean-Baptiste Colbert, Louvois devient surintendant des Bâtiments, Arts et Manufactures de France, le 6 septembre 1683. Henri de Bessé est nommé le 16 septembre 1683, chargé « des affaires qui concernent les Bastimens de Sa Majesté à Paris ». Henri de Bessé a alors été l'œil de Louvois dans la capitale et son fidèle dans les institutions artistiques et culturelles et son agent de renseignement. Il a conservé son poste d'homme d'affaires des La Rocheguyon.
Nommé contrôleur des bâtiments du roi, il a conservé ce poste jusqu'à sa mort. En cette qualité, il a été secrétaire de la « Petite Académie » qui est devenue plus tard l'« Académie royale des inscriptions et médailles ». Il a composé lui-même plusieurs inscriptions qui ont été appréciées par Boileau.
Ses fonctions l'ont mis en rapport avec les savants employés à la Bibliothèque du roi. En 1683, il a été nommé à l'Académie royale des sciences sans qu'on puisse savoir dans quelle classe et sans qu'il ait produit aucun mémoire.
Il a été en relation avec les peintres et les sculpteurs membres de l'Académie royale de peinture et de sculpture qui travaillaient aux résidences royales. Cette position va le mettre en conflit avec Charles Le Brun qui l'a accusé de faire valoir à ses dépens les œuvres de Pierre Mignard. Le Brun refusant de recevoir les ordres de Louvois « par interposition », Henri de Besset l'a remplacé de fait aux Gobelins et a pris la place de Charles Perrault, sauf pour le château de Versailles.
Un ancien mémoire énumère les questions pour lesquelles « M. de La Chapelle rendoit compte à M. de Louvoy » :
- l'Académie royale des sciences,
- l'Académie royale des inscriptions et médailles,
- l'architecture de tous les lieux où on travailloit pour le roy,
- la peinture et la scupture,
- il avoit soin des jettons, bois et bougies de l'Académie françoise,
- des manufactures des Gobelins,
- de la Savonnerie,
- des maisons royalles de Paris, Vincennes, Madrid, l'Observatoire et du Jardin royal des Plantes,
- des arts servant aux Bastimens,
- des broderies des meubles du roy,
- de l'Imprimerie royalle,
- et de la Bibliothèque du roy.

Œil de Louvois à Paris, il surveillait la construction de l'Hôtel des Invalides.
Ces différentes fonctions montrent qu'Henri de Besset de La Chapelle n'était pas un simple exécutant. Il rendait compte de ses activités à Louvois mais donnait aussi ses avis et ses suggestions, avec parfois des avis contraires au surintendant. Premier commis de fait, dans les correspondances ministérielles il n'est désigné que comme contrôleur des bâtiments du roi.

## Famille
Le premier membre connu de la famille Besset est Guillaume de Besset qui a acquis en 1460 la terre et seigneurie de Cousinal dans la sénéchaussée de Toulouse
- François de Besset, seigneur de Millon et de La Chapelle, marié en 1615 avec Marie Simon[4] :
  - Claude de Besset, docteur en théologie, chanoine de la cathédrale de Soissons, curé de Draveil,
  - Denis de Besset, seigneur de Chantemesle, capitaine et commandant au régiment du Roi en 1672, mort lieutenant du roi de la citadelle de Perpignan,
  - Henri de Besset, seigneur de La Chapelle-Milon, marié en 1668 avec Charlotte Dongois :
    - Henri II de Besset (né en 1669, mort le 19 avril 1748), seigneur de La Chapelle-Milon, conseiller au parlement de Metz, premier commis de la Maison du roi jusqu'en 1715, puis secrétaire du Conseil de la marine jusqu'à sa suppression, secrétaire du ministre Pontchartrain, et ami de Saint-Simon. Il s'est marié en 1697 avec Élisabeth Chardon (morte en 17722), cousine germaine de Marthe Chardon, comtesse de Courtomer, mère de Raoul Antoine de Saint-Simon-Courtomer (1692-1761), gouverneur de Thionville et marié avec Marguerite Ferrant. Henri de Besset a été déclaré noble avec son cousin, Pierre de Besset, seigneur de Cousinal, le 1er mars 1701,
      - Daniel-Henri de Besset (mort le 19 novembre 1737), seigneur de La Chapelle-Milon, conseiller du roi en ses conseils, intendant de Saint-Domingue, marié le 28 mars 1735 avec Élisabeth Marguerite de Guiry, fille de Charles Claude de Guiry (1681-1753), et d'Anne-Marguerite de Ferrant d'Escotay d'Avernes,
        - Élisabeth Henriette de Besset (vers 1736-1764), mariée le 14 mars 1754 avec Denis Louis d'Hozier (1720-1788), président à la Chambre des comptes, aides, et finances de Normandie,

      - Henriette Élisabeth de Besset (morte en 1741),
      - Nicolas Pierre de Besset de la Chapelle, chef du Bureau des Affaires étrangères, marié à Marie Anne Leroy (née en 1714)

    - Anne de Besset (née en 1672, morte en 1726), mariée en 1697 avec Étienne Ferrant de Saint-Dizant (mort le 3 décembre 1735), père de Marguerite Ferrant, intendant des Menus-Plaisirs du roi.

  - Michel de Besset, secrétaire de Marie de Lorraine, duchesse de Guise.